# Aeroportul Niau
Aeroportul Niau (IATA: NIU, ICAO: NTKN) este un aeroport din îles Tuamotu-Gambier⁠(d), Polinezia Franceză, Franța ce deservește zona Niau⁠(d). Aeroportul a fost tranzitat în 2022 de 2.346 de pasageri. A fost numit după zona deservită.
Situat la o altitudine de 16 m, aeroportul dispune de o singură pistă.